# Aciagrion inaequistigma
Aciagrion inaequistigma – gatunek ważki z rodziny łątkowatych (Coenagrionidae). Endemit Madagaskaru. Opisał go w 1953 roku Frederic Charles Fraser pod nazwą Millotagrion inaequistigma, tworząc dla niego monotypowy rodzaj Millotagrion.